# Felix Platte
Felix Platte (Höxter, 11 febbraio 1996) è un calciatore tedesco, attaccante del Paderborn.

## Carriera

### Club
Prodotto delle giovanili dello Schalke 04, compie il suo debutto in Bundesliga il 14 febbraio 2015, subentrando a Kevin-Prince Boateng nel secondo tempo della sconfitta per 1-0 contro l'Eintracht Francoforte.
Il 1º febbraio 2016, dato lo scarso minutaggio, viene ceduto in prestito al Darmstadt.

## Palmares

### Nazionale
- Campionato d'Europa Under-21: 1

Polonia 2017